# Buchlovice (zámek)
Zámek Buchlovice leží v Buchlovicích ve Zlínském kraji, asi 11 km od města Uherské Hradiště. Celý barokní komplex se skládá ze dvou zámeckých budov a rozsáhlého parku. Je ve vlastnictví státu (správu zajišťuje Národní památkový ústav) a je přístupný veřejnosti.

## Historie

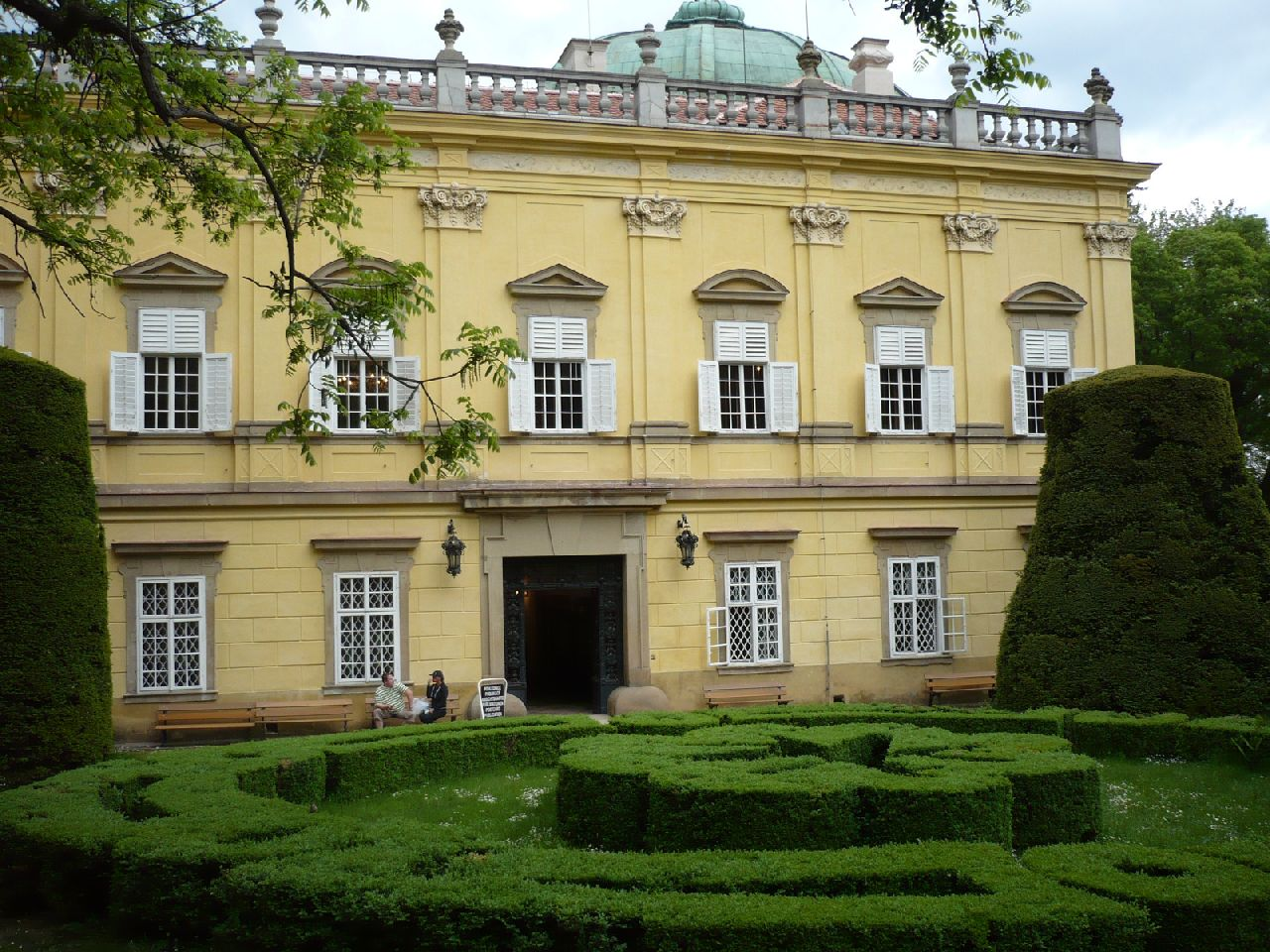
Hlavní budova zámku

Historie zámku navazuje na dějiny nedalekého hradu Buchlova, který se jako stará středověká pevnost jevil na konci 17. století pro šlechtu nepohodlným. Traduje se, že tehdejší majitel panství, Jan Dětřich z Petřvaldu, postavil zámek pro svou manželku Eleonoru z Colonna-Felsu, traduje se, že byla původem z Itálie, pro niž byl hrad příliš chladný. Jedná se však pouze o pověst. Zámek je vystavěn ve stylu italské barokní vily podle anonymního projektu, odkazujícího na vídeňské, případně slezské architektonické prostředí. Dostavěn byl roku 1707. Rod Petřvaldů vystřídali roku 1800 Berchtoldové, kteří zde žili až do roku 1945, kdy byl zámek zestátněn. V roce 1805 umístil Leopold I. Berchtold v části zámeckých budov vojenskou nemocnici. 5. května téhož roku byla obec povýšena na tržní městečko. Za Leopolda II. Berchtolda byl zámek vrácen svému účelu a honosně vybaven novým nábytkem a dalším historickým mobiliářem nejen z hradu Buchlova ale i nakoupeného na aukcích. Svou současnou podobu získal zámek až v prvních dvou desetiletích 20. století, kdy citlivé úpravy provedl architekt Dominik Fey. V roce 1945 byl zámek na základě Benešových dekretů zestátněn a roku následujícího předán jako významný doklad své doby do správy Národní kulturní komise a zpřístupněn veřejnosti. Jde o jeden z nejkrásnějších komplexů svého druhu u nás.
Zámek tvoří dvě protilehlé budovy, z nichž tzv. Horní zámek, nazývaný též Flora, dříve sloužil hospodářským účelům (stáje, později hostinské pokoje). Uprostřed mezi budovami je dvůr s centrální kašnou. Honosný tzv. Dolní zámek zase sloužil k reprezentačním účelům a pro ubytování hraběcí rodiny. Zajímavá je sala terrena v přízemí této budovy s bohatou štukovou výzdobou a mozaikovými ornamenty na stěnách, situovaná pod hlavním sálem.
Interiéry s původními štukovými stropy jsou zařízeny ve stylu historismu přelomu devatenáctého a dvacátého století a jsou zařízeny historickým a pseudoslohovým nábytkem. Součástí zámeckého inventáře je i významná sbírka italské, francouzské a nizozemské grafiky (rytiny Lucase Leydena, alegorie Pietera Breughela st., grafiky Henrika Goltzia, Rembrandtovy grafické listy). V okolních zahradách lze také navštívit sezónní výstavu fuchsií, chovnou stanici dravých ptáků nebo vinný sklep s tradičními moravskými víny.

## Zajímavosti

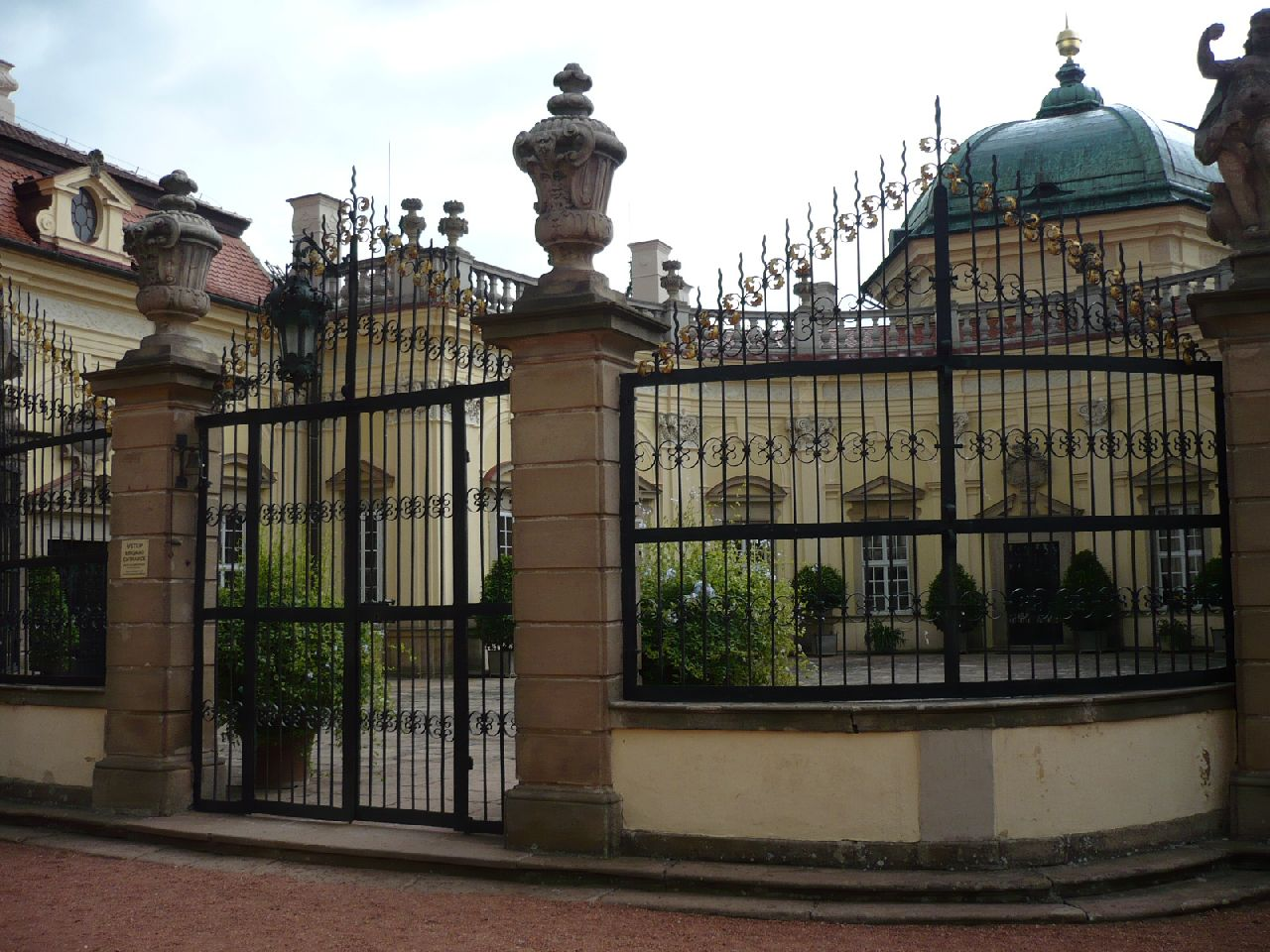
Brána zámku

- Ve dnech 15. a 16. září roku 1908 probíhalo na zámku v Buchlovicích tajné jednání rakousko-uherského ministra zahraničí Aloise Aehrenthala a jeho ruského protějšku Alexandra Petroviče Izvolského. Tato schůzka vyústila v tzv. Buchlovickou dohodu. Předmětem byly problematické poměry na tehdejším Balkáně, o který měly obě mocnosti zištný zájem. Výsledek buchlovského jednání se dostavil již po několika dnech – došlo k rakouské anexi území Bosny a Hercegoviny, která stála na počátku řetězce osudných událostí, jež vyvrcholily vypuknutím první světové války v létě roku 1914.
- V roce 2010 se zde natáčela pohádka Čertova nevěsta režiséra Zdeňka Trošky[3]

## Zámecká zahrada
| Rok  | Počet návštěvníků |
| ---- | ----------------- |
| 2015 | 84 241            |
| 2016 | 98 072            |
| 2017 | 98 611            |
| 2018 | 102 896           |

K zámku patří i zahrada a park, tvořící organickou součást reprezentační architektury šlechtického sídla. Představují jednu z nejvýznamnějších památek tzv. historické zeleně v Česku. Zahrada byla zakládána od počátku 18. století současně se zámkem. Kvůli specifickému terénu je uspořádaná terasovitě. Původně byl park koncipován v pravidelném barokním francouzském stylu. Na konci 18. století byl znovu upravován v tehdy módním duchu tzv. sentimentálního cítění, kdy procházka v uměle vytvořené přírodní krajině měla pomocí různých prvků (kompozice, sochařská díla) vyvolávat různé pocity a prožitky. Na těchto úpravách se podílel brněnský sochař Ondřej Schweigl, který byl pravděpodobně autorem samotné koncepce parku a také dnes převážně nezachované sochařské výzdoby. Dochoval se pouze pamětní obelisk s erbem rodu Petřvaldských. Podstatně rozšířen byl po nástupu Berchtoldů, kdy přibyla část přírodně krajinářského parku v anglickém stylu. Leopold I. Berchtold položil základ dendrologické sbírky parku. Botanik dr. Bedřich Berchtold se zase zasloužil o výsadbu exotických a vzácných dřevin, jejichž semena a sazenice vozil ze svých cest po světě. Nyní (2020) má park celkovou rozlohu téměř 19 ha. Po roce 1958 byl postupně obnovován. Roku 1964 byl park obohacen o výsadbu rododendronů. V roce 1981 začíná tradice letních výstav fuchsií.

## Fotogalerie

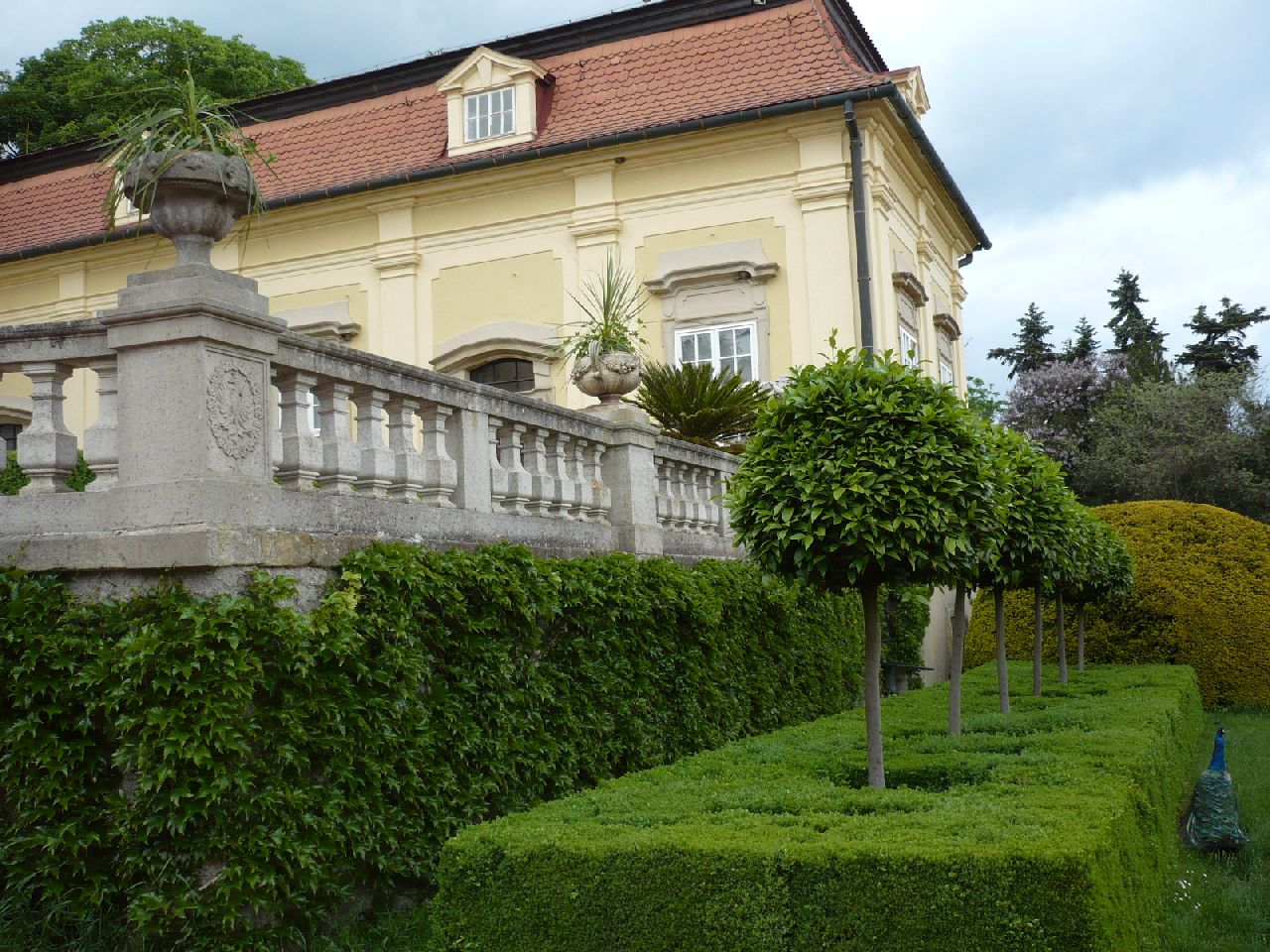
Hlavní křídlo zámku ze strany
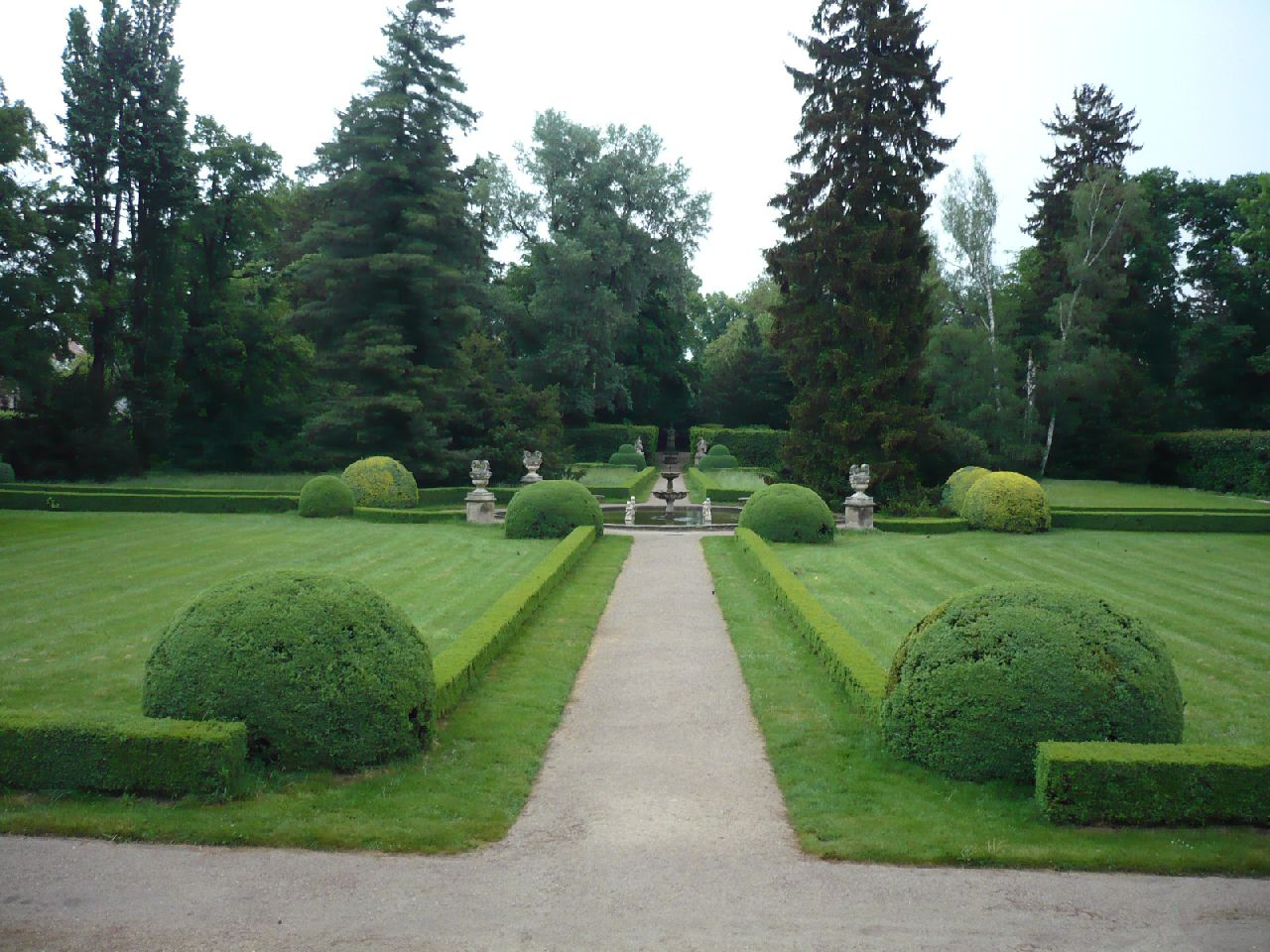
Zámecký park
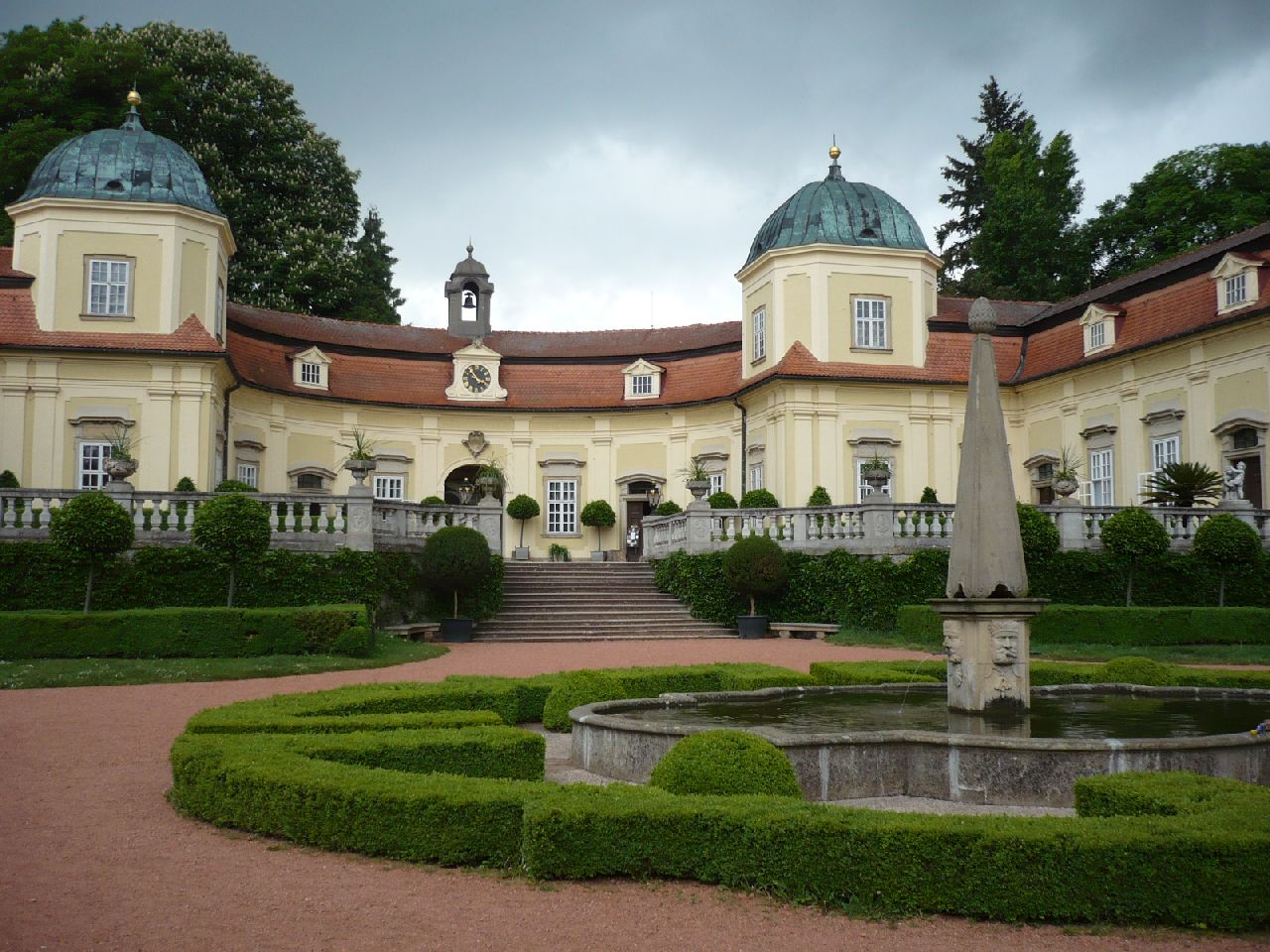
Nádvoří s kašnou
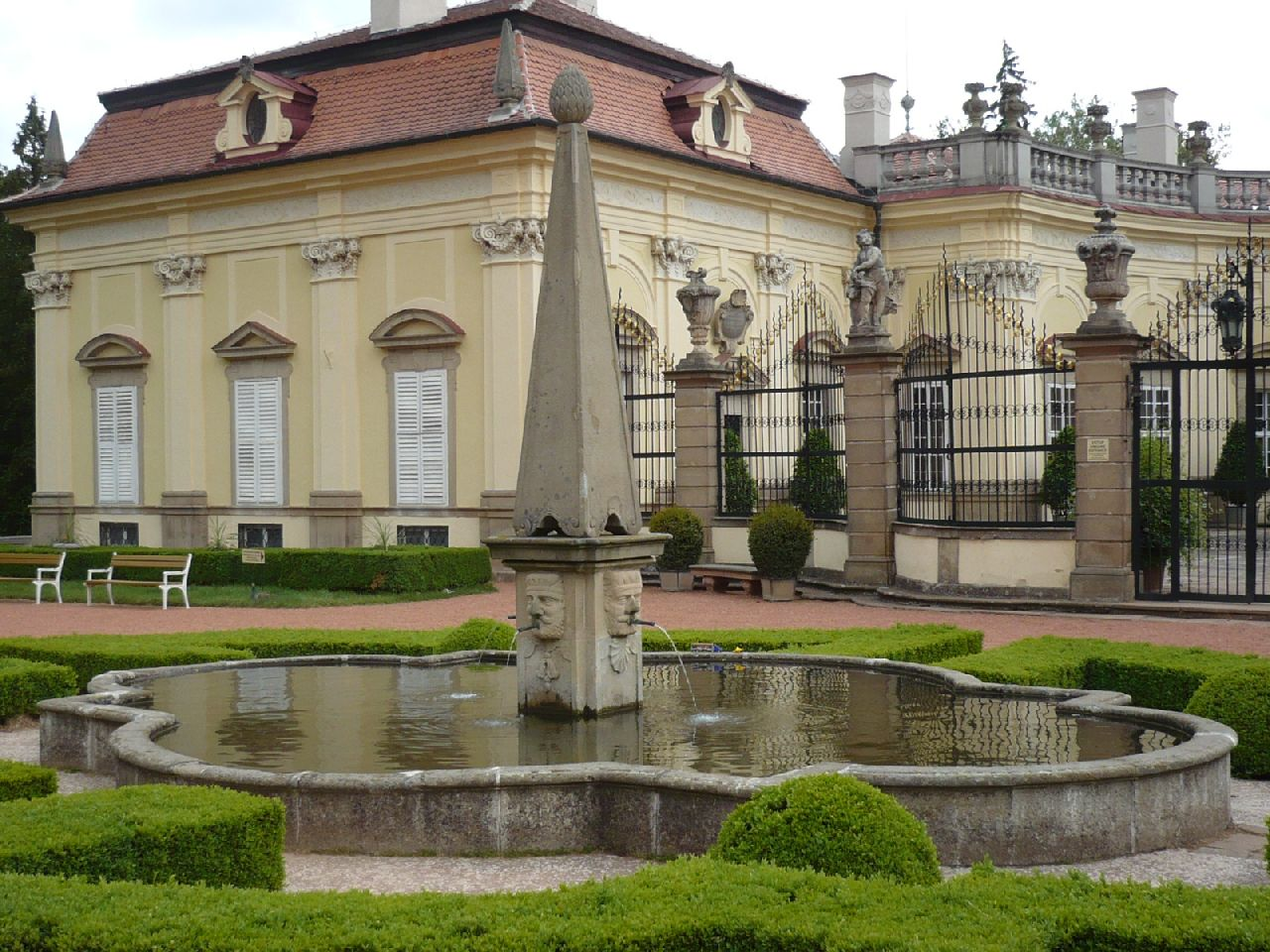
Kašna